# Macromphalina
Macromphalina is een geslacht van weekdieren uit de klasse van de Gastropoda (slakken).

## Soorten
- Macromphalina apexplanum Rolán & Rubio, 1998
- Macromphalina argentea (Bartsch, 1918)
- Macromphalina argentina Castellanos, 1975
- Macromphalina bouryi (Dautzenberg, 1912)
- Macromphalina canarreos Rolán & Rubio, 1998
- Macromphalina cryptophila (Carpenter, 1857)
- Macromphalina dautzenbergi Adam & Knudsen
- Macromphalina decussata (Cossmann, 1888) †
- Macromphalina diazmerlanoi Rolán & Rubio, 1998
- Macromphalina dipsycha (Pilsbry & Olsson, 1945)
- Macromphalina equatorialis (Pilsbry & Olsson, 1945)
- Macromphalina floridana Moore, 1965
- Macromphalina garcesi Rolán & Rubio, 1998
- Macromphalina gofasi Rubio & Rolán, 1994
- Macromphalina hancocki (Strong & Hertlein, 1939)
- Macromphalina harryleei Rolán & Rubio, 1998
- Macromphalina hypernotia Pilsbry & Olsson, 1952
- Macromphalina immersiceps (Pilsbry & Olsson, 1945)
- Macromphalina jibacoa Rolán & Rubio, 1998
- Macromphalina lyrapintoae Barros, 1994
- Macromphalina occidentalis Bartsch, 1907
- Macromphalina palmalitoris Pilsbry & McGinty, 1950
- Macromphalina panamensis (Bartsch, 1918)
- Macromphalina paradoxa Rolán & Rubio, 1998
- Macromphalina peruviana (Pilsbry & Olsson, 1945)
- Macromphalina philippii (Pilsbry & Olsson, 1945)
- Macromphalina pierrot Gardner, 1948
- Macromphalina problematica (Deshayes, 1864) †
- Macromphalina recticeps (Pilsbry & Olsson, 1945)
- Macromphalina redferni Rolán & Rubio, 1998
- Macromphalina robertsoni Rolán & Rubio, 1998
- Macromphalina scabra (Philippi, 1849)
- Macromphalina souverbiei (de Folin, 1867)
- Macromphalina susoi Rolán & Rubio, 1998
- Macromphalina symmetrica (Pilsbry & Olsson, 1945)
- Macromphalina thompsoni Rolán & Rubio, 1998
- Macromphalina worsfoldi Rolán & Rubio, 1998